# Gregório, o Búlgaro
Gregório, o Búlgaro (em russo:  Григорий Болгарин; ?, Bulgária otomana - 1473 ou início de 1474, Novgorod-Volynski) foi metropolita de Kiev, Galícia e Toda a Rússia (1458-1473).

## Biografia
Búlgaro de nascimento. Gregório era um protodiácono e representante de Isidoro, o metropolita da Igreja russa. Gregório, juntamente com Isidoro, apoiavam a União Florentina. Em 1444, Gregório mudou-se para Roma, onde viveu até 1452. Em seguida, chegou a Constantinopla e foi nomeado hegúmeno do mosteiro de São Demétrio.
Em outubro de 1458, ocorreu a renúncia oficial de Isidoro ao título de Metropolita de Kiev e de toda a Rússia em favor de Gregório (segundo algumas fontes, sob pressão do papa romano Calisto III, provavelmente devido à idade avançada de Isidoro, e também em conexão com a aceitação por ele, em 20 de abril, de uma dignidade titular de Patriarca Latino de Constantinopla). No mesmo ano de 1458, já em 21 de julho, violando os cânones da Igreja, o ex-patriarca uniata Gregório III Mammas, consagrou Gregório, o Búlgaro, a dignidade de metropolita de Kiev, da Lituânia e de toda a Baixa Rússia (metropolita de Kiev, da Galícia e de toda a Rússia) já deposto, banido de Constantinopla e vivendo em Roma. No entanto, o recém-nomeado metropolita Gregório não teve tempo de receber a carta de autorização das mãos do Papa Calisto III, pois este morreu logo em seguida, em 6 de agosto, e a carta de Gregório, foi entregue pelo novo papa, Pio II, em 11 de setembro de 1458.
Depois disso, Pio II enviou o metropolita Gregório ao rei polonês Casimiro IV com um pedido para facilitar a transferência da Sé de Kiev (e, mais importante, as dioceses da Rússia Ocidental sob autoridade lituana e polonesa - Smolensk, Chernigov, Turov, Vladimir, Lutsk, Galicia, Peremyshl e Kholm(?)) do metropolita Jonas, que estava em Moscou, para Gregório. Em Moscou, o uniata Gregório não foi reconhecido, mas vários bispos ortodoxos na Polônia e na Lituânia foram obrigados a obedecê-lo.
Em meados da década de 1460, ele estabeleceu relações com o patriarca ortodoxo em Constantinopla e, por meio de uma carta de 14 de fevereiro de 1467, o patriarca Dionísio I ordenou que todas as terras russas o aceitassem como o único metropolita legítimo reconhecido por Constantinopla.
De acordo com outras fontes, a insatisfação do rebanho ortodoxo na Lituânia e na Polônia, incluindo o partido ortodoxo entre a nobreza polonesa-lituana, e também entre os bispos ortodoxos, fez com que Gregório não ousasse sequer aparecer em Kiev, vivesse na corte do grão-duque lituano Casimiro (que simultaneamente era o rei polonês) e morresse em Navahrudak, na Lituânia, em 1472 (1473).